# Heinrich Häberlin
Heinrich Häberlin (6 de setembro de 1868 - 26 de fevereiro de 1947) foi um político da Suíça. Ele foi eleito para o Conselho Federal suíço em 13 de dezembro de 1928 e terminou o mandato a 31 de dezembro de 1944. Heinrich Häberlin foi Presidente da Confederação suíça em 1926 e 1931.

## Biografia

### Antecedentes familiares, educação
Heinrich Häberlin nasceu em 1868 em Weinfelden como filho de Friedrich Heinrich Häberlin (1834–1897). A família Häberlin foi influente em muitos níveis na política suíça ao longo dos anos e por esta razão foi ocasionalmente chamada de Dynastengeschlecht der Häberlinge (Família Dinastia de Häberlin). Seu tio Eduard Häberlin (1820–1884) foi presidente do Conselho dos Estados.

### Vida profissional
Após a formatura na Kantonsschule Frauenfeldem 1887, ele começou os estudos de direito na Universidade de Zurique e continuou seus estudos na Universidade de Leipzig e na Universidade Humboldt de Berlim. Enquanto em Leipzig, que era a fortaleza alemã para a jurisprudência, ele fez amizade com Prinz Ferdinand von Hohenzollern-Sigmaringen, que mais tarde foi coroado Rei Ferdinand I da Romênia. Embora seus caminhos tenham se separado, eles se encontraram novamente anos depois, quando o rei Fernando I. estava em uma visita oficial de estado à Suíça. Häberlin recebeu sua licença de advogado em 1891 e completou um breve estágio em Lausanne no escritório de advocacia do Conselheiro Federal Louis Ruchonnet. Em 1892, ele abriu seu próprio escritório de advocacia em Weinfelden, que dois anos depois mudou-se para a capital do cantão de Frauenfeld. Ele rapidamente ganhou a reputação de ser um advogado de destaque e se tornou o mais procurado nesta área da Suíça. De 1899 a 1920, ele presidiu o Tribunal Distrital Frauenfeld. Häberlin envolveu-se ativamente na política, prática comum entre juízes e advogados da época. E em 1904 ele foi eleito para o Conselho Federal Suíço, do qual foi presidente em 1918-1919. Além de suas atividades políticas em nível nacional, Häberlin também atuou na política local no Cantão de Thurgau. Em 1905 foi eleito para o Grande Conselho do Cantão de Thurgau, onde serviu por 15 anos. Por duas vezes foi nomeado Presidente do Grande Conselho (1909/10 e 1915/16). Após a renúncia do Conselheiro Federal Calonder, Häberlin foi eleito na primeira votação com 124 dos 159 votos como sucessor, em 12 de fevereiro de 1920. Durante seu mandato, ele foi responsável pelo Departamento de Justiça e Polícia. Durante sua permanência no Conselho Federal, foi Presidente da Confederação Suíça em 1926 e 1931.
Häberlin foi, em grande medida, fundamental para a unificação do direito penal. Uma característica de seu mandato foram principalmente duas leis rejeitadas pelo povo para a expansão das leis de segurança do estado, que ficaram conhecidas como Lex Häberlin I e II. O objetivo dessas leis propostas era proteger o estado civil e democrático contra as influências extremistas. E na esteira da ascensão do nazismo na Alemanha, ele condenou veementemente o fascismo e o totalitarismo nazista com base em sua atitude liberal-democrática e alertou sobre o perigo das aspirações marciais de Hitler já em 1932. Além disso, ele era altamente considerado por sua experiência em seu campo escolhido, a agudeza e precisão de suas habilidades dialéticas, sagacidade e humor.
Ele era conhecido por ter um forte senso de justiça, fosse da realeza, da classe alta ou das pessoas comuns, ele os tratava com igualdade. Com o colapso do Império Austro-Húngaro, o Kaiser Karl I. e sua esposa Zita von Bourbon-Parmafoi para o exílio na Suíça. O Kaiser Karl I. deu sua palavra de honra às autoridades suíças para notificar em caso de qualquer intenção de viajar para o exterior, no entanto, ele a quebrou duas vezes e foi para a Hungria em uma tentativa inútil de restaurar a monarquia e recuperar o poder sobre seus perdidos Império. Depois disso, com base na iniciativa de Häberlin, toda a família e seu séquito não receberam mais asilo na Suíça devido à violação da lei de asilo suíça e foram convidados a se retirar. No entanto, quando um dos filhos da Imperatriz Zita adoeceu com apendicectomia e precisou ser operado em Zurique, Häberlin concedeu-lhes prorrogações do visto por enquanto.

### Aposentadoria
Mesmo após sua aposentadoria, ele ainda era muito procurado em assuntos importantes. Ele se tornou membro do conselho de uma das maiores seguradoras suíças Winterthur, e também o primeiro presidente da Pro Helvetia, e era amigo e conhecido de personalidades tão diversas como o famoso escritor alemão Hermann Hesse e Walter Mittelholzer, que não foi apenas um pioneiro da Aviação suíça, mas também um dos primeiros empresários da aviação. Outros incluem o ganhador do prêmio Nobel de literatura Romain Rolland, os pintores suíços Cuno Amiet, considerado um dos pioneiros da arte moderna na Suíça, e Carl Liner, entre outros.
Häberlin morreu em 1947 em Frauenfeld.

## Anedotas
O cliente mais famoso e interessante de Häberlin na época em que ele exercia a advocacia em Weinfelden foi certamente o inventor do dirigível Conde Ferdinand von Zeppelin (1838–1917). Nos diários de Häberlin, pode ser encontrada uma entrada de 16 de setembro de 1934, na qual ele escreve que o conde Zeppelin era, entre outras coisas, seu cliente de maneiras, como disputas de fronteira com o eminente psiquiatra Ludwig Binswanger (1881-1966), que dirigia um psiquiatra exclusivo clínica próxima, o Sanatório Bellevue. Quando Häberlin e o conde discutiam assuntos de negócios no saguão da propriedade da família do conde, Schloss Girsberg, não era raro ouvirem o ruído da hélice do dirigível do conde Zeppelin passando. Em momentos como esses, a atenção do Conde Zeppelin foi desviada dos assuntos em questão e Häberlin sugeriu: "Excelência, devemos fazer uma pausa até que a aeronave passe?", Quando o Conde Zeppelin se levantou, foi até a janela com um sorriso dizendo: "Sim, você está certo, Senhor."
Nos raros momentos de lazer, Häberlin encontrou muito conforto no montanhismo e um dia ele levou sua esposa para a bela vila alpina de Zermatt e quando a estava apresentando aos diferentes picos ao redor, um turista americano que estava perto ouviu seu explicações e assumiu que Häberlin era um guia de montanha local. O americano se aproximou e perguntou educadamente se era possível tê-lo - o presidente do Conselho Federal da Suíça - como guia de montanha. Em sua maneira usual de ser discreto, o presidente explicou educadamente ao americano que estava de férias com sua esposa para mostrar a ela as maravilhas naturais dos Alpes suíços e, portanto, não era o "guia de montanha" que os cavalheiros se enganaram que ele seja.
Durante a Primeira Guerra Mundial, Häberlin era comandante de regimento e estava estacionado com suas tropas nos Alpes suíços. - Naquela época era fortemente proibido ao soldado encarregado da guarda das carruagens andar em cima da carruagem, ao invés disso, o soldado tinha o dever de correr atrás da carruagem caso alguma coisa caísse durante o transporte. Nem é preciso dizer que o soldado de plantão não ficou muito entusiasmado com essa tarefa, especialmente quando a carruagem ficou vazia após a entrega da mercadoria e ele ainda não tinha permissão para viajar nela. Então, um dia, um guarda do regimento de Häberlin sentou-se ao lado do cocheiro na carruagem no caminho de volta, após deixar suas mercadorias na área designada. Eles estavam em uma estrada montanhosa que tinha muitas curvas, quando de repente Häberlin apareceu do nada e questionou duramente o guarda por que ele estava sentado na carruagem em vez de correr ao lado dela. O soldado atônito respondeu com toda a franqueza: “Porque coronel, senhor, percebi tarde demais!”, Ao ouvir isso, Häberlin começou a rir muito e soltou o soldado pela honestidade do guarda.